# Public Knowledge Project
Public Knowledge Project (PKP) — некоммерческий исследовательский проект, занимающийся продвижением идеи открытости научных публикаций, в рамках которого были созданы открытые программные продукты, такие как Open Journal Systems и Open Conference Systems.

## История
Public Knowledge Project был основан в 1998 году доктором Джоном Виллински в Университете Британской Колумбии в Ванкувере, Британская Колумбия, Канада, на базе собственных исследований в области образования и публикации. Виллински является одним из главных пропагандистов публикаций с открытым доступом — он написал множество научных работ, касающихся вопроса важности академических исследований и их публикации.
Проект PKP разработал бесплатный, открытый программный продукт для управления, публикации и каталогизации журналов Open Journal Systems, конференций Open Conference Systems и монографий Open Monograph Press.
С 2005 года были выпущены важные обновления для трех программных продуктов (OJS, OCS, Harvester). К октябрю 2014 года по всему миру OJS был развёрнут не менее 24 тыс. раз. Open Journal Systems используется для публикации статей, тестирования, исследований, экспериментов, организации репозитория документов и т. д. К концу 2013 года на базе OJS насчитывался 7021 журнал, в каждом из которых было не менее 10 статей, более 5000 человек зарегистрировались на форуме. В 2013 году появился новый продукт под названием Open Monograph Press (система управления монографическими публикациями).
Сообщество постоянно увеличивается: это уже позволило перевести OJS на хорватский, английский, французский, немецкий, итальянский, японский, португальский, русский, испанский, турецкий и вьетнамский языки.

## Конференции
Каждые два года PKP устраивает конференцию.

| Дата проведения      | Название                                                      | Место                                 |
| -------------------- | ------------------------------------------------------------- | ------------------------------------- |
| 2007, 11-13 Июля     | First International PKP Scholarly Publishing Conference 2007  | Ванкувер, Британская Колумбия, Канада |
| 2009, 8-10 Июля      | Second International PKP Scholarly Publishing Conference 2009 | Ванкувер, Британская Колумбия, Канада |
| 2011, 26-28 Сентября | Third International PKP Scholarly Publishing Conference 2011  | Берлин, Германия                      |
| 2013, 19-21 Августа  | Fourth International PKP Scholarly Publishing Conference 2013 | Мехико, Мексика                       |
| 2015, 13-14 Августа  | Fifth International PKP Scholarly Publishing Conference 2015  | Ванкувер, Британская Колумбия, Канада |

Примечания к презентациям были опубликованы в блогах конференций 2007 и 2009 годов. Начиная с 2007 года, избранные работы с конференций выпускаются в специальном разделе онлайн-журнала First Monday. Работы, представленные на конференции 2009 года, доступны во вступительном разделе журнала Scholarly and Research Communication.

## Программное обеспечение
Основными программными продуктами PKP являются Open Journal Systems, Open Conference Systems, Open Archives Harvester и Open Monograph Press. OJS используется для публикации результатов научных исследований, OCS — для организации конференций и публикации их итогов, Harvester — для упорядочивания и индексирования метаданных публикаций. Функциональность существовавшего ранее пятого приложения Lemon8-XML была перенесена в существующие продукты.
Для каждого из продуктов имеется открытый исходный код.
Приложения имеют схожие требования: интерпретатор PHP, база данных MySQL, веб-сервер Apache или Microsoft IIS, операционная система Linux, BSD, Solaris, Mac OS X или Windows. Для развёртывания приложений необходим минимум технической подготовки. Все программные продукты проекта обладают бесплатной поддерживаются на форуме PKP; на сайте проекта постоянно увеличивается количество публикаций и документации на тему данного ПО.

## Содействующие организации
Public Knowledge Project сотрудничает с большим количеством партнёров, заинтересованных в доступных научных исследованиях, таких как Международная сеть доступных научных публикаций (INASP) для разработки учебно-исследовательских порталов в Африке, Бангладеш, Непале, и Вьетнаме.
В 2008 году PKP присоединился к инициативе Synergies Canada с пятью другими участниками для применения своего опыта в процессе интегрирования децентрализованной национальной платформы по социальным наукам и гуманитарным исследованиям в Канаде.
Кроме того, Public Knowledge Project сотрудничает со следующими организациями:
- Факультет образования Университета Британской Колумбии
- Канадский центр изучения публикаций в Университете Саймона Фрайзера
- Университет Питтсбурга
- Совет университетских библиотек Онтарио[35]
- Калифорнийская цифровая библиотека[англ.]
- Школа обучения в Стэнфордском университете